# Лауреаты Премии Правительства Российской Федерации в области образования (2016)
 Лауреаты Премии Правительства Российской Федерации в области образования 2016 года — перечень 19 награждённых правительственной наградой Российской Федерации, присужденной за достижения в образовательной деятельности. Среди лауреатов — один член-корреспондент Российской академии наук, 12 докторов наук, пять кандидатов наук, 12 профессоров, три доцента, один руководитель научной организации. Награды получили учёные и преподаватели Санкт-Петербургского университета ИТМО, МГУ им. Ломоносова, МИФИ, Высшей школы экономики, Института стоматологии и челюстно-лицевой хирургии Минздрава и другие.
Всего в 2016 году на премию выдвинуты были 99 авторских коллективов из Центрального, Сибирского, Северо-Западного, Приволжского, Южного, Уральского, Дальневосточного федеральных округов.
Лауреаты определены Распоряжением Правительства РФ от 23 декабря 2016 года № 2790-р на основании решения Межведомственного совета по присуждению премий Правительства в области образования.
Премии присуждены за разработку комплексной методики подготовки высококвалифицированных кадров в области информационных технологий, создание комплексов учебных, учебно-методических, научно-образовательных изданий и пособий для системы высшего психолого-педагогического образования, образования в области физики, технологии, приборов и схем современной микро- и наноэлектроники, для реализации новых образовательных программ в области стоматологии.
9 февраля 2017 в Доме Правительства состоялась торжественная церемония вручения премий Правительства 2016 года в сфере образования. Награды вручали заместитель Председателя Правительства Ольга Голодец и министр образования и науки Ольга Васильева.

## О Премии
Премия учреждена постановлением Правительства РФ от 28 августа 2013 года N 744 в целях развития образования, создания эффективных технологий обучения и совершенствования системы премирования. Учреждено десять ежегодных премий в области образования в размере 2 млн рублей каждая.

## Лауреаты и другая информация
1) Бухановскому Александру Валерьевичу, доктору технических наук, заведующему кафедрой федерального государственного автономного образовательного учреждения высшего образования «Санкт-Петербургский национальный исследовательский университет информационных технологий, механики и оптики», Буздалову Максиму Викторовичу, кандидату технических наук, Козловой Дарье Константиновне, проректору, Скворцовой Марии Владимировне, начальнику отдела, кандидатам экономических наук, доцентам, Слоот Петрус Марии Арнолдус, профессору-исследователю, — работникам того же учреждения, — за научно-методическую разработку «Комплексная методика отбора и подготовки высококвалифицированных кадров международного уровня в области информационных технологий»;
2) Марцинковской Татьяне Давидовне, доктору психологических наук, профессору, заведующей лабораторией федерального государственного бюджетного научного учреждения «Психологический институт Российской академии образования», Гребенниковой Ольге Владимировне, доценту, старшему научному сотруднику, Шуковой Галине Валерьевне, заместителю директора, кандидатам психологических наук, — работникам того же учреждения; Белинской Елене Павловне, доктору психологических наук, профессору федерального государственного бюджетного образовательного учреждения высшего образования «Московский государственный университет имени М. В. Ломоносова», — за научно-практическую разработку «Комплекс учебных и научно-методических изданий для системы высшего психолого-педагогического образования в контексте задач информационного общества»;
3) Королёву Михаилу Александровичу, доктору технических наук, профессору федерального государственного автономного образовательного учреждения высшего образования "Национальный исследовательский университет «Московский институт электронной техники», Громову Дмитрию Геннадьевичу, доктору технических наук, Неволину Владимиру Кирилловичу, доктору физико-математических наук, профессорам, главным научным сотрудникам, — работникам того же учреждения; Зебреву Геннадию Ивановичу, профессору федерального государственного автономного образовательного учреждения высшего образования "Национальный исследовательский ядерный университет «МИФИ»; Петросянцу Константину Орестовичу, доктору технических наук, профессору федерального государственного автономного образовательного учреждения высшего образования "Национальный исследовательский университет «Высшая школа экономики», — за комплекс учебно-методических пособий и научно-образовательных изданий «Физика, технология, приборы и схемы современной микро- и наноэлектроники»;
4) Абакарову Садулле Ибрагимовичу, доктору медицинских наук, профессору, декану факультета федерального государственного бюджетного образовательного учреждения дополнительного профессионального образования «Российская медицинская академия последипломного образования» Министерства здравоохранения Российской Федерации; Арутюнову Сергею Дарчоевичу, доктору медицинских наук, профессору, декану факультета федерального государственного бюджетного образовательного учреждения высшего образования «Московский государственный медико-стоматологический университет имени А. И. Евдокимова» Министерства здравоохранения Российской Федерации; Кулакову Анатолию Алексеевичу, доктору медицинских наук, члену-корреспонденту Российской академии наук, директору федерального государственного бюджетного учреждения «Центральный научно-исследовательский институт стоматологии и челюстно-лицевой хирургии» Министерства здравоохранения Российской Федерации; Лосеву Фёдору Федоровичу, доктору медицинских наук, профессору, заведующему кафедрой государственного бюджетного учреждения здравоохранения Московской области «Московский областной научно-исследовательский клинический институт им. М. Ф. Владимирского»; Трезубову Владимиру Николаевичу, доктору медицинских наук, профессору, заведующему кафедрой федерального государственного бюджетного образовательного учреждения высшего образования «Первый Санкт-Петербургский государственный медицинский университет имени академика И. П. Павлова» Министерства здравоохранения Российской Федерации, — за цикл трудов «Создание комплекса учебных изданий для реализации новых образовательных программ в области стоматологии».